# Praomys jacksoni
Praomys jacksoni  (de Winton, 1897) è un roditore della famiglia dei Muridi diffuso in Africa occidentale e centrale.

## Descrizione

### Dimensioni
Roditore di piccole dimensioni, con la lunghezza della testa e del corpo tra 94 e 131 mm, la lunghezza della coda tra 125 e 168 mm, la lunghezza del piede tra 22 e 28 mm, la lunghezza delle orecchie tra 15 e 22 mm e un peso fino a 59 g.

### Aspetto
La pelliccia è soffice. Le parti superiori sono grigio-brunastre, con dei riflessi dorati sui fianchi e le guance. Le parti inferiori sono grigie. Le orecchie sono molto lunghe, scure e prive di peli. Le zampe sono molto lunghe e grigiastre. La coda è più lunga della testa e del corpo uniformemente marrone e priva di peli. Le femmine hanno un paio di mammelle pettorali e 2 paia inguinali. Il cariotipo è 2n=28 FN=30.

## Biologia

### Comportamento
È una specie notturna, crepuscolare e parzialmente arboricola. Si arrampica agilmente su alberi fino a 2 metri di altezza. Costruisce nidi in brevi cunicoli e piste nella vegetazione alta.

### Alimentazione
Si nutre principalmente di frutta.

### Riproduzione
In Uganda si riproduce tutto l'anno. Le femmine danno alla lune 1-8 piccoli alla volta, dopo una gestazione di 34-37 giorni. Lo svezzamento avviene dopo 29 giorni. Raggiungono la maturità sessuale dopo 25 giorni.

## Distribuzione e habitat
Questa specie è diffuso nell'Africa occidentale e centrale.
Vive nelle foreste pluviali di pianura, nelle foreste secondarie e montane fino a 3.000 metri di altitudine. Occasionalmente è presente in zone coltivate, foreste di bambù e in prossimità di paludi ed acquitrini.

## Tassonomia
Sono state riconosciute 5 sottospecie:
- P.j.jacksoni: Camerun meridionale, Rio Muni, Gabon, Congo, Repubblica Centrafricana meridionale, Repubblica Democratica del Congo, Angola settentrionale e orientale, Zambia settentrionale, Tanzania occidentale, Ruanda, Burundi;
- P.j.montis (Thomas & Wroughton, 1910): Kenya centro-occidentale e Uganda centrale e occidentale;
- P.j.peromyscus (Hollister, 1919): Altopiani del Uasin Gishu, nel Kenya centrale;
- P.j.sudanensis (Setzer, 1956): Sudan del Sud meridionale;
- P.j.viator (Thomas, 1911): Confine tra Nigeria e Camerun, Nigeria centrale, Guinea centrale.

## Conservazione
La IUCN Red List, considerato il vasto areale, la popolazione numerosa e la mancanza di minacce, classifica P. jacksoni come specie a rischio minimo (Least Concern).